# Gót ábécé
A gót ábécét a kihalt gót nyelv írására használták. A 4. században Ulfilas (vagy Wulfila), egy kappadókiai görög származású gót prédikátor fejlesztette ki a Biblia lefordítására.
Az ábécé alapvetően a görög ábécé unciális formáit használja, néhány latin és a rúnaírásból származó betűvel kiegészítve, hogy kifejezze a gót nyelv kiejtését.

## Eredete
Wulfila tudatosan döntött úgy, hogy nem használja a régebbi rúnaírás jeleit erre a célra, mivel az erősen kapcsolódott a pogány hiedelmekhez és szokásokhoz. Emellett a görög alapú írás valószínűleg segített a gótoknak beilleszkedni a Fekete-tenger környékén domináns görög-római kultúrába.

## Írásjegyei
Az alábbi táblázat a gót ábécé írásjegyeit tartalmazza. Két, az átírásában használt betű nem szerepel a modern angol nyelvben: a thorn ⟨þ⟩ (amely a /θ/ hangot jelöli) és a hwair ⟨ƕ⟩ (amely a /hʷ/ hangot jelöli).
A görög ábécéhez hasonlóan a gót betűknek is volt számértéke. Számként való használatukkor a betűket két pont közé (•𐌹𐌱• = 12) vagy egy vonallal különböztették meg (𐌹𐌱 = 12). Két betű, a 𐍁 (90) és a 𐍊 (900) nem rendelkezik fonetikai értékkel.

A betűk nevei Alcuin 9. századi kéziratában (Codex Vindobonensis 795) szerepelnek. A legtöbbjük a rúnaversekben is megjelenő nevek gót nyelvű formájának tűnik. A nevek hiteles formájukban szerepelnek, utánuk a rekonstruált gót formák és jelentésük következik.
| Betű | Latin betűs átírás | v.ö. | Név                         | IPA     | Számérték |
| ---- | ------------------ | ---- | --------------------------- | ------- | --------- |
| a    | a                  | Α    | ahsa / aza                  | /a, aː/ | 1         |
| b    | b                  | Β    | bairkan / bercna            | /b/     | 2         |
| g    | g                  | Γ    | giba / geuua                | /ɡ/     | 3         |
| d    | d                  | Δ    | dags / daaz                 | /d, ð/  | 4         |
| e    | e                  | Ε    | aiƕus / eyz                 | /e, eː/ | 5         |
| q    | q                  | Π    | qairþra (qairthra) / qertra | /kʷ/    | 6         |
| z    | z                  | Ζ    | ezec                        | /z/     | 7         |
| h    | h                  | H    | hagl / haal                 | /h/     | 8         |
| þ    | þ, th              | Θ    | þiuþ (thiuth) / thyth       | /θ/     | 9         |
| i    | i                  | Ι    | eis / iiz                   | /i, iː/ | 10        |
| k    | k                  | Κ    | kusma / chozma              | /k/     | 20        |
| l    | l                  | Λ    | lagus / laaz                | /l/     | 30        |
| m    | m                  | Μ    | manna                       | /m/     | 40        |
| n    | n                  | Ν    | nauþs (nauths) / noicz      | /n/     | 50        |
| j    | j                  | ᛃ    | jer / gaar                  | /j/     | 60        |
| u    | u                  | ᚢ    | urus / uraz                 | /u, uː/ | 70        |
| p    | p                  | Π    | pairþra (pairthra) / pertra | /p/     | 80        |
| 90   |                    | Ϟ    |                             |         | 90        |
| r    | r                  | R    | raida / reda                | /r/     | 100       |
| s    | s                  | S    | sauil / sugil               | /s/     | 200       |
| t    | t                  | Τ    | teiws / tyz                 | /t/     | 300       |
| w    | w                  | Υ    | winja / uuinne              | /w, y/  | 400       |
| f    | f                  | F    | faihu / fe                  | /f/     | 500       |
| x    | x                  | X    | iggws / enguz               | /kʰ/    | 600       |
| hw   | ƕ, hw              |      | ƕair / uuaer                | /ʍ/     | 700       |
| o    | o                  | Ω,ᛟ  | oþal (othal) / utal         | /o, oː/ | 800       |
| 900  |                    | Ϡ    |                             |         | 900       |

A legtöbb betű egyértelműen egy-egy görög betű megfelelője, hasonló formával és hanggal rendelkezik, és ugyanazt a sorrendet és értéket képviseli, mint a számok.
Néhány betű eredete azonban bizonytalan vagy vitatott, és lehetséges, hogy a latin ábécéből, vagy esetleg rúnaírásból származik. Ezek a következők:
- 𐌵 (q). Alfabetikus sorrendje és 6-ost jelentő számértéke megfelel a görög digamma vagy sztigma () betűnek, amely lehet formájának forrása is. Más lehetséges források a kappa (ϰ) kézírásos változata, amely erősen hasonlít az u betűre, vagy a latin q nagybetűs alakjára.[3]
- 𐌷 (h). Alfabetikus sorrendje és 8-ast jelentő számértéke a görög éta (η) betűnek felel meg. Formája és fonetikai értéke a latin h nagybetűs alakjából származhat, azonban Magnús Snædal 2015-ös kutatásai szerint[4] nincs szükség a latinra a gót betű formájának vagy hangértékének magyarázatához.
- 𐌸 (þ). Alfabetikus sorrendje és 9-est jelző számértéke a görög théta (θ) /θ/ betűnek felel meg. Formája a 4. századi kurzív ϑ betűből származhat. Alternatívaként felmerül, hogy formája a görög fí (Φ) /f/ vagy pszí (Ψ) /ps/ betűkből származhat, csak más hangértékkel, vagy talán a ᚦ rúnából.
- 𐌾 (j). Alfabetikus sorrendje és 60-as numerikus értéke a görög kszi (ξ) /ks/ betűnek felel meg. Formája a latin G /ɡ/, a görög ξ, a görög epszilon-ióta ligatúra vagy a rúnaírásban szereplő ᛃ betűből származhat (talán ez utóbbi is a görög ligatúrából ered).
- 𐌿 (u). Alfabetikus sorrendje és 70-es numerikus értéke a görög omikron (ο) (eredetileg οὖ /uː/ néven) megfelelője. Formája a görög ο-ból vagy a ᚢ /u/-rúnaírásos betűből származhat.
- 𐍈 (ƕ). Alfabetikus sorrendje és 700-as numerikus értéke a görög pszí (ψ) /ps/ betűnek felel meg. Formája valószínűleg a görög Θ /θ/ betűből származik, csak más hangot jelent; vagy a görög Ο /o/ betűből; lehetséges, hogy a betűforma felcserélődött a 𐌸 betűvel; vagy talán piktografikus jellegű, az O a kerekítésre, a • pedig az aspirációra (hehezet) utal.
- 𐍉 (o). Alfabetikus sorrendje és 800-as numerikus értéke a görög omega (ω) betűnek felel meg. Formája a görög ω vagy a rúna ᛟ betűből származhat. Egy alternatív javaslat szerint a görög omikron (ο) kurzív formájából származik: Snædal szerint ez jobban illeszkedik a gót betű alakjához (bár a görög omikron változata gyakran függőlegesen tükrözött a gót betűhöz képest), és a görög omikron használata a zárt-közép /o/ jelölésére szimmetrikus lenne a görög epszilon használatával a zárt /e/ jelölésére. Másrészt Gary Miller 2019-es kutatásai során azzal érvel, hogy az a gondolat, hogy a 𐍉 az omikronból származik, nem magyarázza meg, miért van ugyanolyan számértéke és ábécébeli helyzete, mint az omegának, mivel a (kiejtett) gót betűk sorrendje 𐌰-től 𐍉-ig tart, ahogy a görög betűk sorrendje is alfától Ω-ig tart.[5]

𐍂 (r), 𐍃 (magyarul sz) és 𐍆 (f) inkább latin megfelelőikből származnak, mint görögből, bár a megfelelő rúnák (ᚱ, ᛋ és ᚠ), amelyek feltehetően a gót futhark részét képezték, valószínűleg szerepet játszottak ebben a választásban. Snædal azonban azt állítja, hogy „Wulfila rúnákkal kapcsolatos ismeretei megkérdőjelezhetőek voltak”, mivel a feliratok szűkössége bizonyítja, hogy a rúnák ismerete és használata ritka volt a keleti germán népek körében. Miller cáfolja ezt az állítást, kijelentve, hogy „nem elképzelhetetlen”, hogy Wulfila a rúnaírás egyes jeleit is felhasználta a gót ábécé létrehozásakor, és hat másik szerzőt – Wimmert, Menselt, Hermant, d'Alquent, Rousseau-t és Falluominit – említ, akik támogatják azt az elképzelést, hogy a gót betűkészletben rúnák is szerepelnek. A 𐍃 (s) néhány változata megegyezik a szigma alakjával, és egyértelműbben a görög Σ-ből származik.
𐍇 (x) csak tulajdonnévben és görög Χ-t tartalmazó jövevényszavakban használatos (xristus „Krisztus”, galiugaxristus „ál-Krisztus”, zaxarias „Zakariás”, aiwxaristia „eukarisztia”, magyarul úrvacsora).

## Mellékjelek és írásjelek
A Codex Argenteus-ban használt mellékjelek és írásjelek között szerepel a 𐌹 i betűre helyezett tréma, amely ï-ként kerül átírásra, és általában a diaeresis kifejezésére szolgál, a pont (·) és a kettőspont (:), valamint a szigla (például xaus a xristaus helyett) és a számok jelölésére szolgáló vonalak.

## Unicode
A gót ábécé 2001 márciusában, a 3.1-es verzió megjelenésével került be az Unicode szabványba.